# Kiko Casilla
Francisco Casilla Cortés (Alcover, 2 ottobre 1986) è un ex calciatore spagnolo, di ruolo portiere.

## Carriera

### Club
Inizia nelle giovanili del Real Madrid, venendo convocato qualche volta nella squadra B senza però giocare mai. Nel 2007 viene acquistato dall'Espanyol, senza trovare continuità e venendo così ceduto in prestito per un biennio al Cadice per giocare titolare. Tornato disponibile, viene ancora mandato per trovare spazio al Cartagena. Con l'addio di Carlos Kameni nel 2011, l'Espanyol decide di tenerlo in rosa, facendolo diventare titolare con 115 presenze in 4 stagioni nel massimo campionato spagnolo.
Nel 2015 il Real Madrid lo acquista a titolo definitivo per una cifra pari a 6 milioni di euro. Il 28 maggio 2016 vince il suo primo titolo, la Champions League 2015-2016, dopo la vittoria sull'Atletico Madrid ai rigori nello Stadio San Siro. L'anno successivo si aggiudica sia il campionato, che la Champions League.
Il 17 gennaio 2019 è ufficializzato il suo trasferimento dal Real Madrid al Leeds United, club militante in Football League Championship, con cui sigla un contratto della durata di quattro anni e mezzo, fino al 2023. Dopo gli insulti razzisti rivolti a Jonathan Leko, giocatore del Charlton, durante la gara di campionato del 28 settembre viene sospeso per 8 giornate.
Il 12 luglio 2021, lascia il Leeds Utd per trasferirsi in prestito all'Elche.. Al termine del contratto con il Leeds Utd, da svincolato, si accasa per una stagione al Getafe.

### Nazionale
Ha disputato una partita con la nazionale Under-21, una con la selezione maggiore e in diverse occasioni ha fatto parte della rappresentativa della Catalogna.

## Statistiche

### Presenze e reti nei club
Statistiche aggiornate al 23 giugno 2023.
| Stagione           | Squadra            | Campionato         | Campionato | Campionato | Coppe nazionali | Coppe nazionali | Coppe nazionali | Coppe continentali | Coppe continentali | Coppe continentali | Altre coppe | Altre coppe | Altre coppe | Totale | Totale | Totale |
| Stagione           | Squadra            | Comp               | Pres       | Reti       | Comp            | Pres            | Reti            | Comp               | Pres               | Reti               | Comp        | Pres        | Reti        | Pres   | Reti   |        |
| ------------------ | ------------------ | ------------------ | ---------- | ---------- | --------------- | --------------- | --------------- | ------------------ | ------------------ | ------------------ | ----------- | ----------- | ----------- | ------ | ------ | ------ |
| 2007-2008          | Espanyol           | PD                 | 4          | -4         | CR              | 0               | 0               | -                  | -                  | -                  | -           | -           | -           | 4      | -4     |        |
| 2008-2009          | Cadice             | SDB                | 35+2       | -40 + 0    | CR              | -               | -               | -                  | -                  | -                  | -           | -           | -           | 37     | -40    |        |
| 2009-2010          | Cadice             | SD                 | 31         | -48        | CR              | 0               | 0               | -                  | -                  | -                  | -           | -           | -           | 31     | -48    |        |
| Totale Cadice      | Totale Cadice      | Totale Cadice      | 66+2       | -88 + 0    |                 | 0               | 0               |                    | -                  | -                  |             | -           | -           | 68     | -88    |        |
| 2010-2011          | Cartagena          | SD                 | 35         | -49        | CR              | 0               | 0               | -                  | -                  | -                  | -           | -           | -           | 35     | -49    |        |
| 2011-2012          | Espanyol           | PD                 | 16         | -22        | CR              | 5               | -6              | -                  | -                  | -                  | -           | -           | -           | 21     | -28    |        |
| 2012-2013          | Espanyol           | PD                 | 21         | -24        | CR              | 2               | -6              | -                  | -                  | -                  | -           | -           | -           | 23     | -30    |        |
| 2013-2014          | Espanyol           | PD                 | 37         | -47        | CR              | 4               | -4              | -                  | -                  | -                  | -           | -           | -           | 41     | -51    |        |
| 2014-2015          | Espanyol           | PD                 | 37         | -48        | CR              | 0               | 0               | -                  | -                  | -                  | -           | -           | -           | 37     | -48    |        |
| Totale Espanyol    | Totale Espanyol    | Totale Espanyol    | 115        | -145       |                 | 11              | -16             |                    | -                  | -                  |             | -           | -           | 126    | -161   |        |
| 2015-2016          | Real Madrid        | PD                 | 4          | -6         | CR              | 1               | -1              | UCL                | 2                  | -3                 | -           | -           | -           | 7      | -10    |        |
| 2016-2017          | Real Madrid        | PD                 | 11         | -10        | CR              | 6               | -9              | UCL                | 1                  | -1                 | SU+Cmc      | 1+0         | -2          | 19     | -22    |        |
| 2017-2018          | Real Madrid        | PD                 | 10         | -11        | CR              | 5               | -4              | UCL                | 2                  | -3                 | SU+SS+Cmc   | 0           | 0           | 17     | -18    |        |
| 2018-gen. 2019     | Real Madrid        | PD                 | 0          | 0          | CR              | 0               | 0               | UCL                | 0                  | 0                  | SU+Cmc      | 0           | 0           | 0      | 0      |        |
| Totale Real Madrid | Totale Real Madrid | Totale Real Madrid | 25         | -27        |                 | 12              | -14             |                    | 5                  | -7                 |             | 1           | -2          | 43     | -50    |        |
| gen.-giu. 2019     | Leeds Utd          | FLC                | 17+2       | -18 + -4   | FACup+CdL       | -               | -               | -                  | -                  | -                  | -           | -           | -           | 19     | -22    |        |
| 2019-2020          | Leeds Utd          | FLC                | 36         | -31        | FACup+CdL       | 0+2             | -2              | -                  | -                  | -                  | -           | -           | -           | 38     | -33    |        |
| 2020-2021          | Leeds Utd          | PL                 | 3          | -2         | FACup+CdL       | 1+1             | -3+ -1          | -                  | -                  | -                  | -           | -           | -           | 5      | -6     |        |
| Totale Leeds Utd   | Totale Leeds Utd   | Totale Leeds Utd   | 56+2       | -51 + -4   |                 | 4               | -6              |                    | -                  | -                  |             | -           | -           | 62     | -61    |        |
| 2021-2022          | Elche              | PD                 | 14         | -17        | CR              | 2               | 0               | -                  | -                  | -                  | -           | -           | -           | 16     | -17    |        |
| 2022-2023          | Getafe             | PD                 | 0          | 0          | CR              | 2               | -5              | -                  | -                  | -                  | -           | -           | -           | 2      | -5     |        |
| Totale carriera    | Totale carriera    | Totale carriera    | 315        | -381       |                 | 31              | -41             |                    | 5                  | -7                 |             | 1           | -2          | 352    | -431   |        |

### Cronologia presenze e reti in nazionale
| Cronologia completa delle presenze e delle reti in nazionale ― Spagna | Cronologia completa delle presenze e delle reti in nazionale ― Spagna | Cronologia completa delle presenze e delle reti in nazionale ― Spagna | Cronologia completa delle presenze e delle reti in nazionale ― Spagna | Cronologia completa delle presenze e delle reti in nazionale ― Spagna | Cronologia completa delle presenze e delle reti in nazionale ― Spagna | Cronologia completa delle presenze e delle reti in nazionale ― Spagna | Cronologia completa delle presenze e delle reti in nazionale ― Spagna |
| Data                                                                  | Città                                                                 | In casa                                                               | Risultato                                                             | Ospiti                                                                | Competizione                                                          | Reti                                                                  | Note                                                                  |
| --------------------------------------------------------------------- | --------------------------------------------------------------------- | --------------------------------------------------------------------- | --------------------------------------------------------------------- | --------------------------------------------------------------------- | --------------------------------------------------------------------- | --------------------------------------------------------------------- | --------------------------------------------------------------------- |
| 18-11-2014                                                            | Vigo                                                                  | Spagna                                                                | 0 – 1                                                                 | Germania                                                              | Amichevole                                                            | -1                                                                    | 77’                                                                   |
| Totale                                                                |                                                                       | Presenze                                                              | 1                                                                     |                                                                       | Reti                                                                  | -1                                                                    |                                                                       |

## Palmarès

### Club

#### Competizioni internazionali
- UEFA Champions League: 3

Real Madrid: 2015-2016, 2016-2017, 2017-2018
- Supercoppa UEFA: 2

Real Madrid: 2016, 2017
- Coppa del mondo per club: 3

Real Madrid: 2016, 2017, 2018

#### Competizioni nazionali
- Campionato spagnolo: 1

Real Madrid: 2016-2017
- Supercoppa di Spagna: 1

Real Madrid: 2017
- Football League Championship: 1

Leeds United: 2019-2020